# Chapelle d'Épaisse
La chapelle d'Épaisse (ou chapelle Saint-Jean-Baptiste) est une chapelle située à Bâgé-Dommartin, en France.

## Présentation
La chapelle est située dans le département français de l'Ain, sur la commune de Bâgé-Dommartin. L'édifice est inscrit au titre des monuments historiques en 1982.
La chapelle est orientée de façon à avoir le chevet à l’est. De forme rectangulaire et très élancée, le pignon de 10 mètres de haut domine l'édifice. Le chœur est plus bas et plus étroit que la nef qui est éventrée depuis 2007. Enfin, la toiture à deux pans est aujourd’hui recouverte de tuiles creuses, sans rapport avec la couverture d’origine.
Au fil des années et de la négligence des hommes qui l'ont laissée à l'abandon, la chapelle tombe en ruine malgré la volonté d'associations de vouloir restaurer l'édifice.

## Histoire
L’Hôpital d’Espeysse, maison puissante et fortunée, est mentionné dès le XIIIe siècle. En 1238, l’Hôpital reçoit la dîme de Béatrix de Loeze qu'elle avait à Saint-Genis.
Moins de quarante ans plus tard, en 1277, le chanoine et official de Mâcon arbitre un conflit entre Henri de Antigny qui était seigneur de Sainte-Croix et Étienne de Saint-Marcel, commandeur d’Espeysse à propos des biens de l’Hôpital de Soz Monz qui était une dépendance de la commanderie. Il donne raison à Étienne.
Au début du XIVe siècle, l’Hôpital devient une commanderie importante de l’ordre de Saint-Jean-de-Jérusalem. De l'Hôpital dépendent les Hôpitaux de Semons, Vavrette et Teyssonge. En outre, ses possessions s’étendaient sur les villages de Bâgé-la-Ville, Bâgé-le-Châtel, Saint-Genis-sur-Menthon, Dommartin, Saint-Jean-sur-Veyle, Béréziat, Chavannes-sur-Reyssouze, Jayat, Curtafond, Saint-Didier-d’Aussiat, Perrex, Chanoz-Châtenay, Étrez et le hameau de Cuet.
Après l’abolition de l’ordre du Temple, Jean de Ferrare qui était le juge des terres de Bâgé et Coligny pour Édouard de Savoie, ordonne le 5 novembre 1312 la remise de tous les biens des Templiers de la région à l’Hôpital d’Espeissia. Cet acte rattache les Temples de Saint-Martin-le-Châtel, Écoles, et Escopet à Épaisse dont le prestige va décroître, aux dépens de Laumusse, située sur le territoire actuel de Crottet.